# David et Jonathan (Bible)
Pour les articles homonymes, voir David et Jonathan.
David et Jonathan étaient des figures héroïques du royaume d'Israël, qui ont formé une alliance (pacte d'amitié), dans les livres de Samuel.

## Alliance
Jonathan était le fils de Saül, roi d'Israël, de la tribu de Benjamin, et David était le fils de Jessé de Bethléem, de la tribu de Juda. Les deux ont fait un pacte d'amitié en se promettant fidélité et ont entretenu une relation d'amitié qui a duré avec le temps.

## Dans la Bible
La relation entre David et Jonathan est principalement décrite dans le Livre de Samuel. 

## Interprétation traditionnelle chrétienne
Une interprétation d'amour platonique et l'homosocialité pour la relation entre David et Jonathan a été l'opinion dominante trouvée dans l'exégèse biblique, fournie par les auteurs chrétiens. 
L'amour de David et Jonathan est perçu comme de la camaraderie entre deux jeunes soldats sans implication sexuelle. Les livres de Samuel ne documentent pas d'intimité physique entre les deux personnages à part un baiser.  David avait une abondance de femmes et de concubines, et Jonathan avait un fils, Mephibosheth.

## Interprétation homoérotique

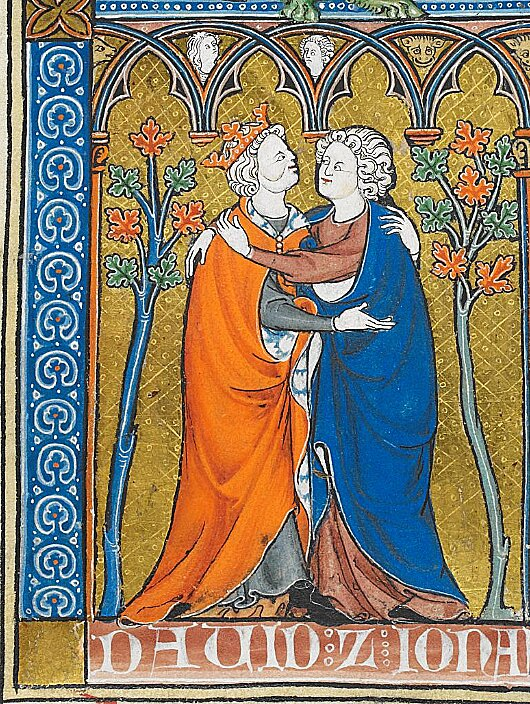
Le roi David embrassant Jonathan (manuscrit médiéval)

Le premier livre de Samuel parle d'une relation d'amitié intense entre David et Jonathan qui fut interprétée (par Thomas Römer) comme une relation de type homosexuel.
Samuel 18:1-3 "Lorsqu'il eut fini de parler à Saül, l'âme de Jonathan s'attacha à l'âme de David et Jonathan se mit à l'aimer comme lui-même. Saül le retint ce jour même et ne lui permit pas de retourner chez son père. Jonathan conclut un pacte avec David, car il l'aimait comme lui-même."
Samuel 20:17 "Jonathan prêta de nouveau serment à David, parce qu'il l'aimait de toute son âme. "
Au second livre de Samuel on trouve un verset des lamentations de David qui traduit des sentiments ambigus vis-à-vis de Jonathan: "J'ai le cœur serré à cause de toi, mon frère Jonathan. Tu m'étais délicieusement cher, ton amitié m'était plus merveilleuse que l'amour des femmes." (2 Samuel 1:26)

## Musique
- Marc-Antoine Charpentier, Mors Saülis et Jonathae H 403, Oratorio pour solistes, chœur, 2 dessus instrumentaux, et basse continue 1680.
- Marc-Antoine Charpentier, David et Jonathas H 490, opéra en 5 actes pour solistes, chœur, cordes, instruments à vent et basse continue 1688.
- Giacomo Carissimi, David et Jonathas, motet dramatique à 5 voix, 2 violons et orgue.